# Humberto Marquínez
Humberto Marquínez (Tumaco, Nariño, Colombia; 11 de mayo de 1987) es un futbolista colombiano. Juega de mediocampista.

## Clubes
| Club                | País     | Año         |
| ------------------- | -------- | ----------- |
| Once Caldas         | Colombia | 2006 - 2007 |
| Girardot            | Colombia | 2008        |
| Deportes Palmira    | Colombia | 2009        |
| Patriotas           | Colombia | 2010 - 2012 |
| Deportivo Pasto     | Colombia | 2013        |
| Jaguares de Córdoba | Colombia | 2014 - 2015 |
| Llaneros FC         | Colombia | 2015        |